# Usedlost čp. 18 (Milíkov)
Usedlost čp. 18 je klasický chebský hrázděný statek, který stojí v katastrálním území Milíkov u Mariánských Lázní v okrese Cheb. V roce 2005 byla usedlost Ministerstvem kultury České republiky prohlášena za kulturní památku ČR.

## Historie
Usedlost je situována na severním okraji obce Milíkov nedaleko kostela svatého Šimona a Judy. Vznik statku se dává do druhé poloviny 18. století. Mezi nejstarší budovy patří stodola, která má dataci 1781 na vnitřním trámu. Další datace 1786 je v kůlně. První písemná zmínka je z roku 1852, kde v pozemkové knize je uváděn majitel Franz Josef Günter. Po druhé světové válce po vysídlení Němců byla usedlost přidělena manželům Hovorkovým z Mohelnice. Začátkem sedmdesátých let byla usedlost zakoupena manžely Benkovými. Poslední majitelé manželé Ševčenkovi usedlost prodali v roce 2008 Karlovarskému kraji.
Od roku 2013 byly prováděny postupné rekonstrukční práce na stodole a kůlně. Od roku 2017 byla usedlost uzavřena pro veřejnost a byly zahájeny stavební úpravy a celková rekonstrukce na obytném stavení a malém domku. Zároveň bylo postaveno nové sociální zařízení pro návštěvníky. Krajské muzeum Karlovarského kraje Muzeum Cheb 11. září 2021 otevřelo statek Milíkov jako muzeum v přírodě s expozicí s venkovským životním stylem a s doprovodnými akcemi. Celková rekonstrukce si vyžádala náklady ve výši cca 25 milionů korun, které byly čerpány z fondů evropské unie (Integrovaný regionální operační program) a rozpočtu Karlovarského kraje.

## Popis
Usedlost je klasický chebský hrázděný statek. Kolem čtvercového dvora na jižní straně stojí obytný dům s chlévy, severní křídlo zaujímá kůlna. Na severovýchodě je stodola a jihozápadní křídlo tvoří výminek a brána s brankou u obytného domu. Podél obytného domu s chlévy je zvýšené zápraží dlážděné plochými kameny.
Obytný dům je patrová dřevěná stavba v přízemí (síň a chlévy) roubená v patře (obytná část) je hrázděná s roubeným věncem, krytá sedlovou střechou. Přízemí je trojdílné. Obytná část je rozdělena na dvě části. Přední je obytná, nad síni a chlívky jsou komory s polozapuštěnou pavlačí nesenou stropními trámy. Vstup do síně má profilovanou nadpražní římsu, taktéž okna mají profilovanou parapetní a nadokenní římsu. Hrázděný štít je ve střední části hustě síťovaný, trojúhelná okřídlí jsou rozdělena soustavou šikmých a vodorovných vzpěr.
Stodola je rozdělena do třech částí. Obvodové stěny jsou postavené z rámových konstrukcí s prkennými výplněmi, dřevěný štíty jsou bedněné.
Kůlna je hrázděná s cihelnou výplní, dva vjezdy oddělené sloupkem ji otevírají do dvora.
Výminek je přízemní hrázděná budova ukončena sedlovou střechou krytou taškami.

## Fotogalerie

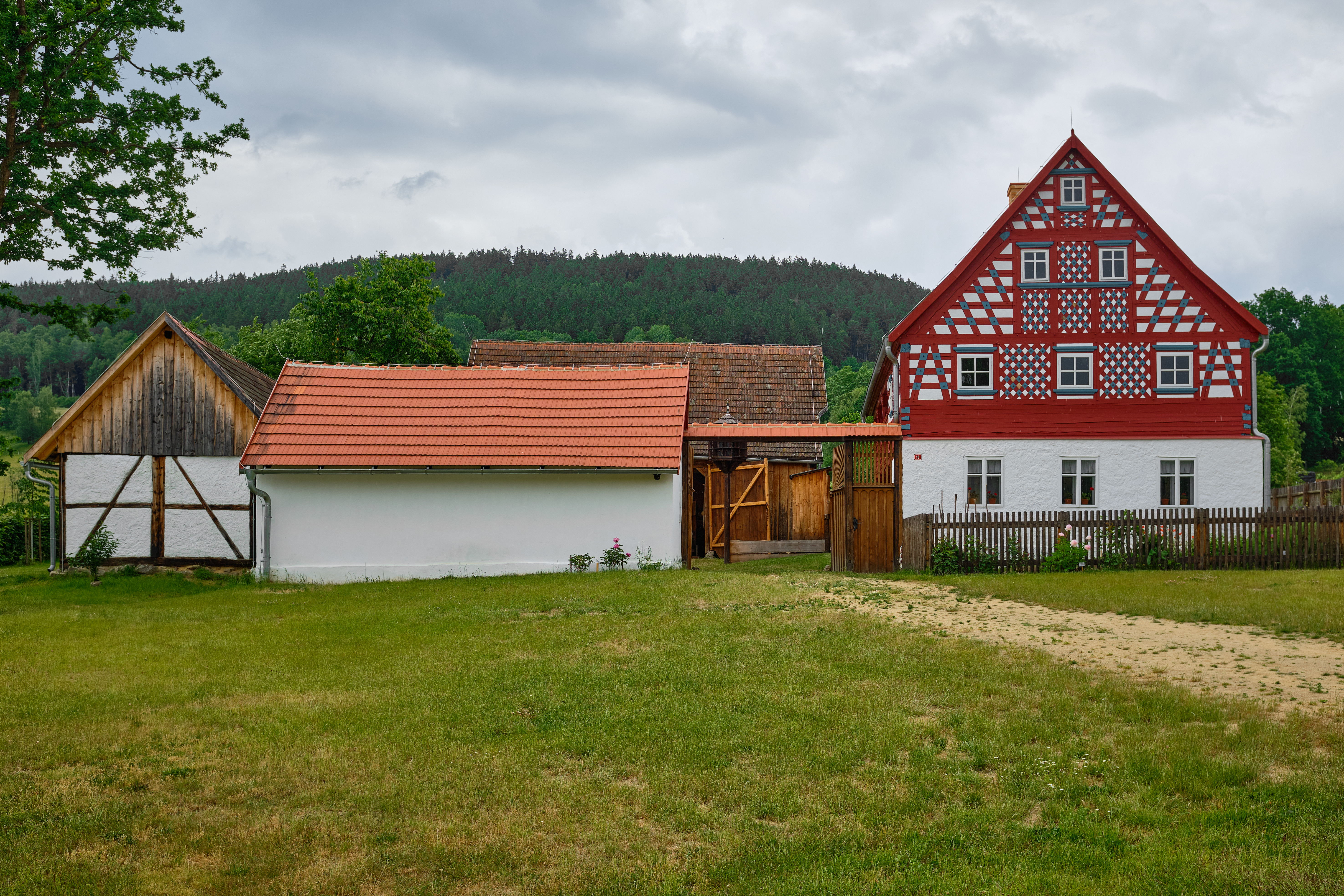
Pohled od jihozápadu
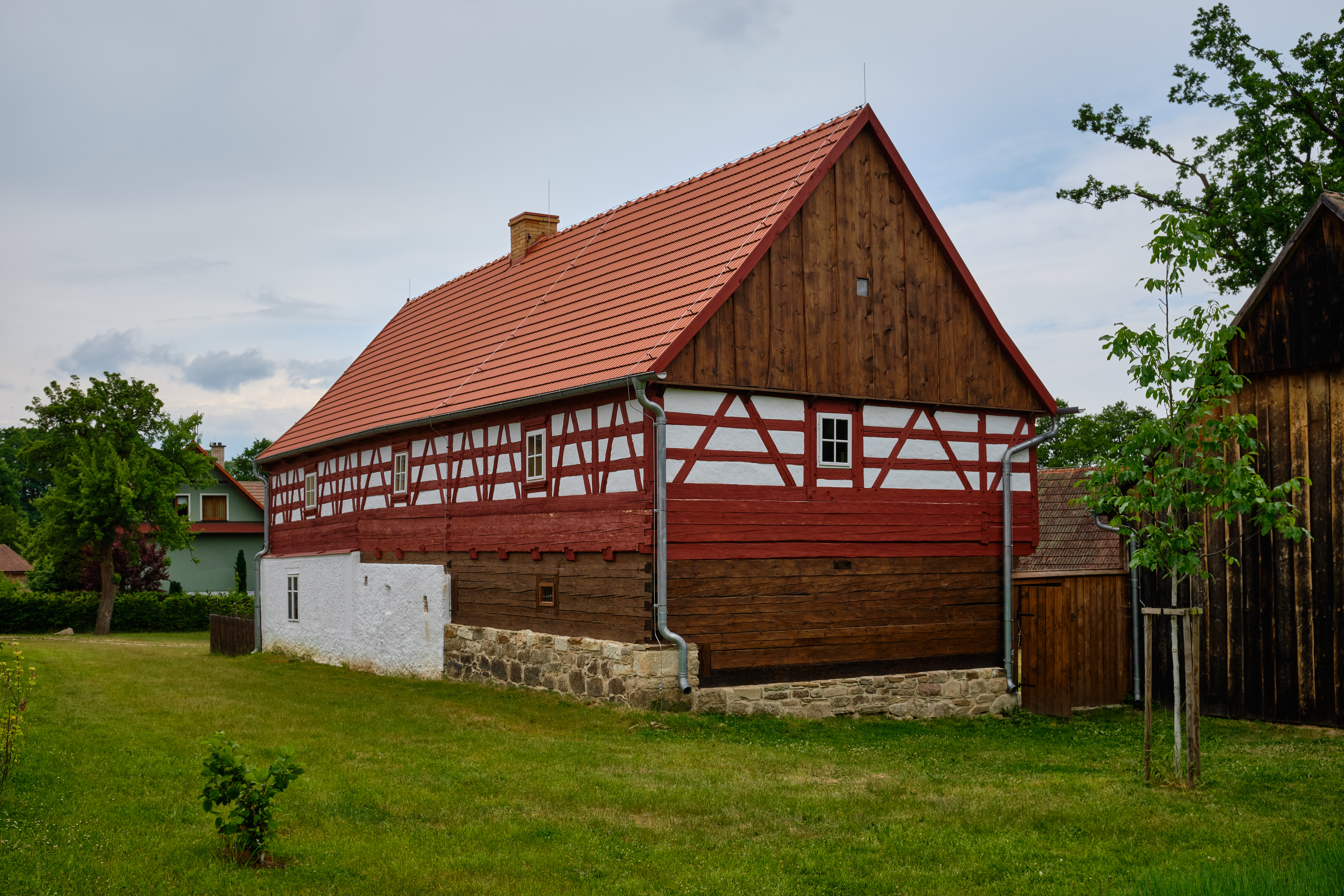
Pohled od východu
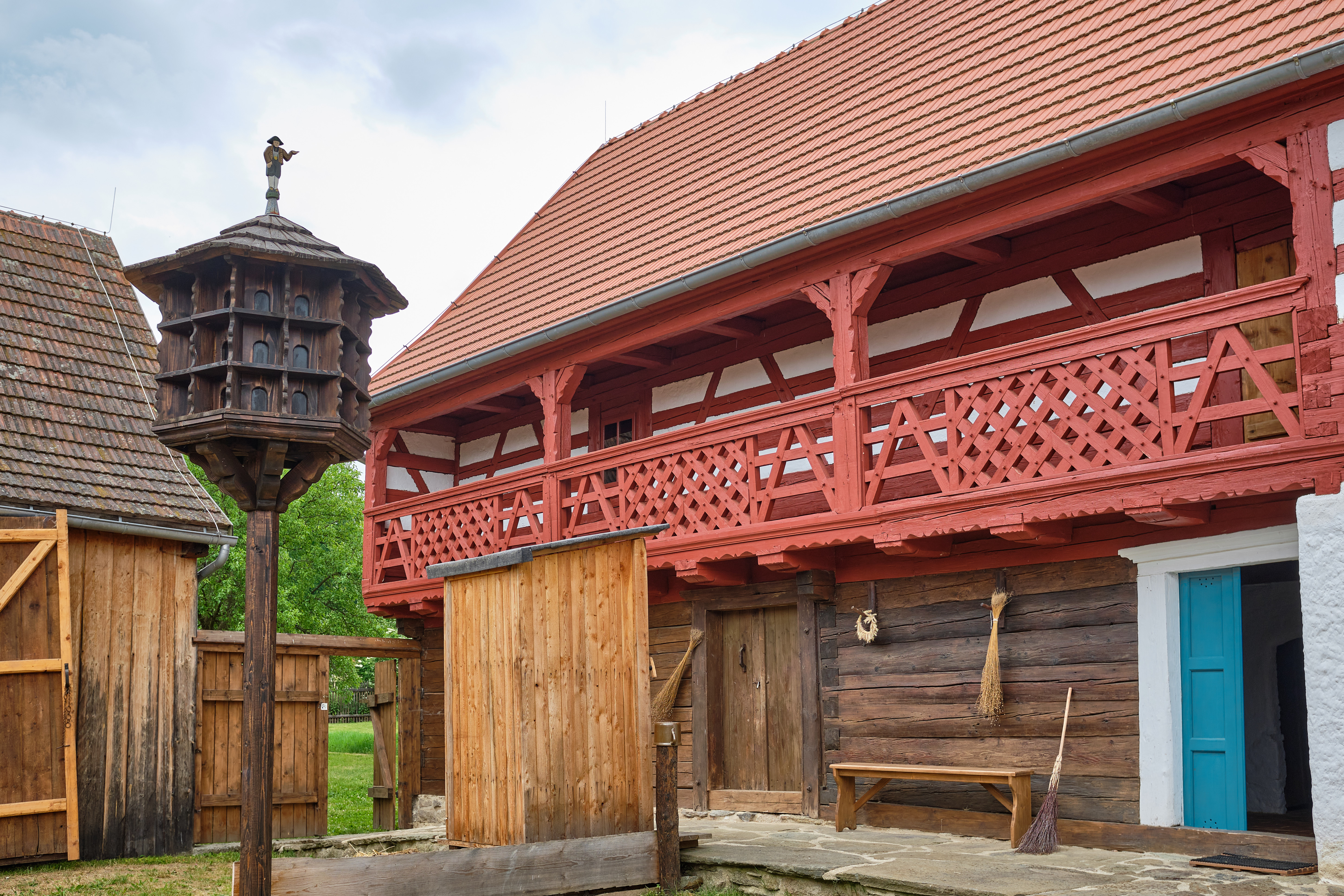
Dvůr
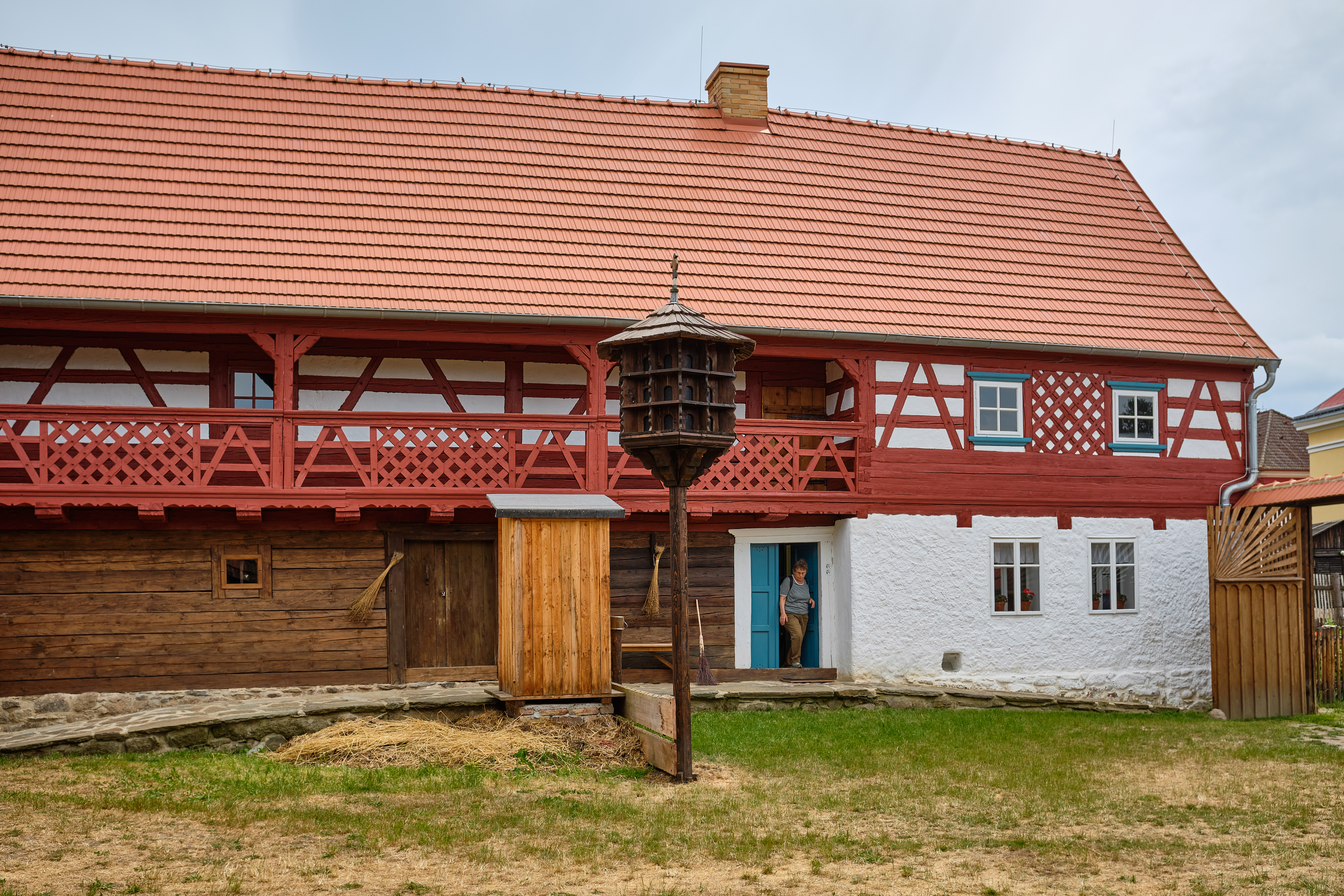
Dvůr
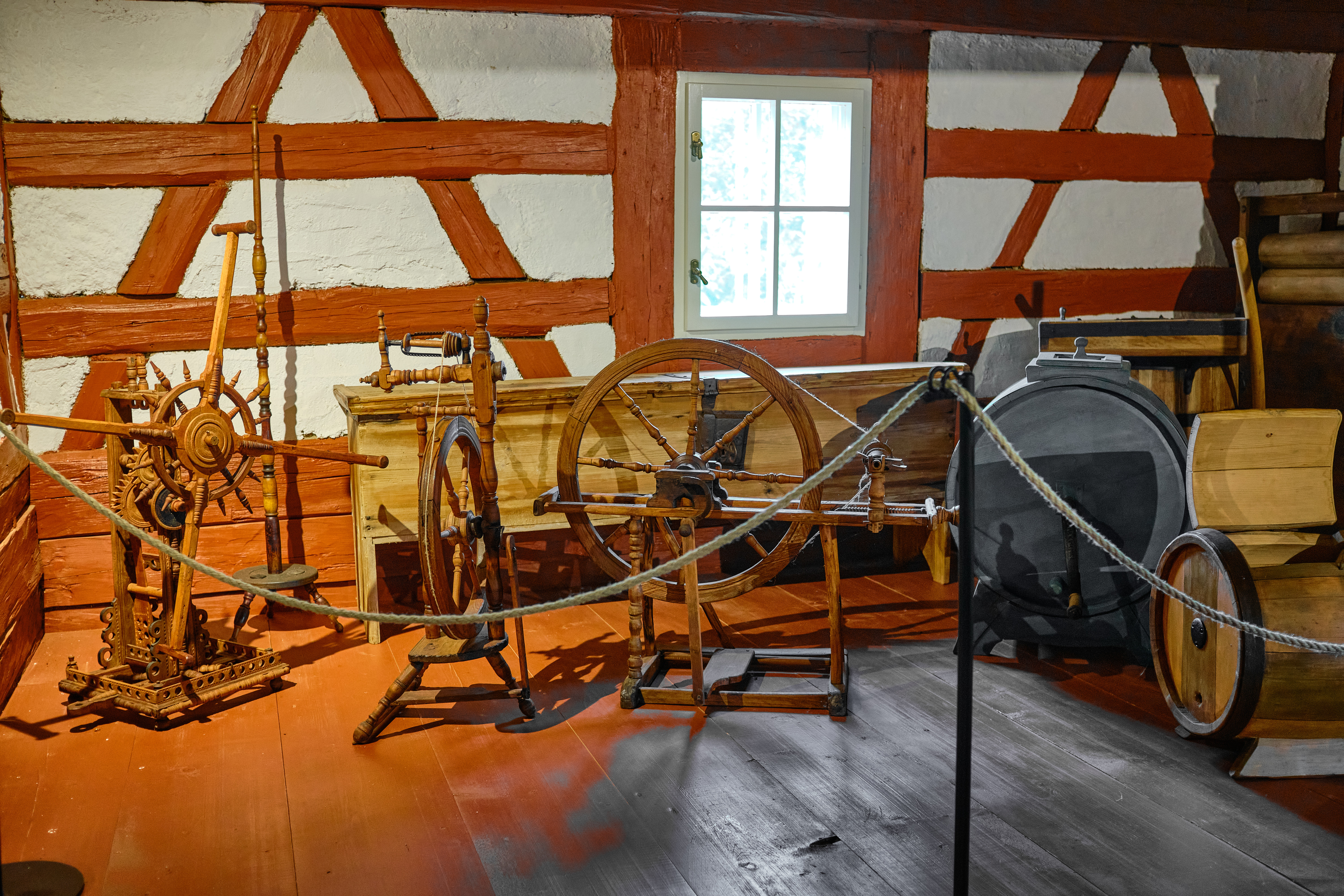
Expozice
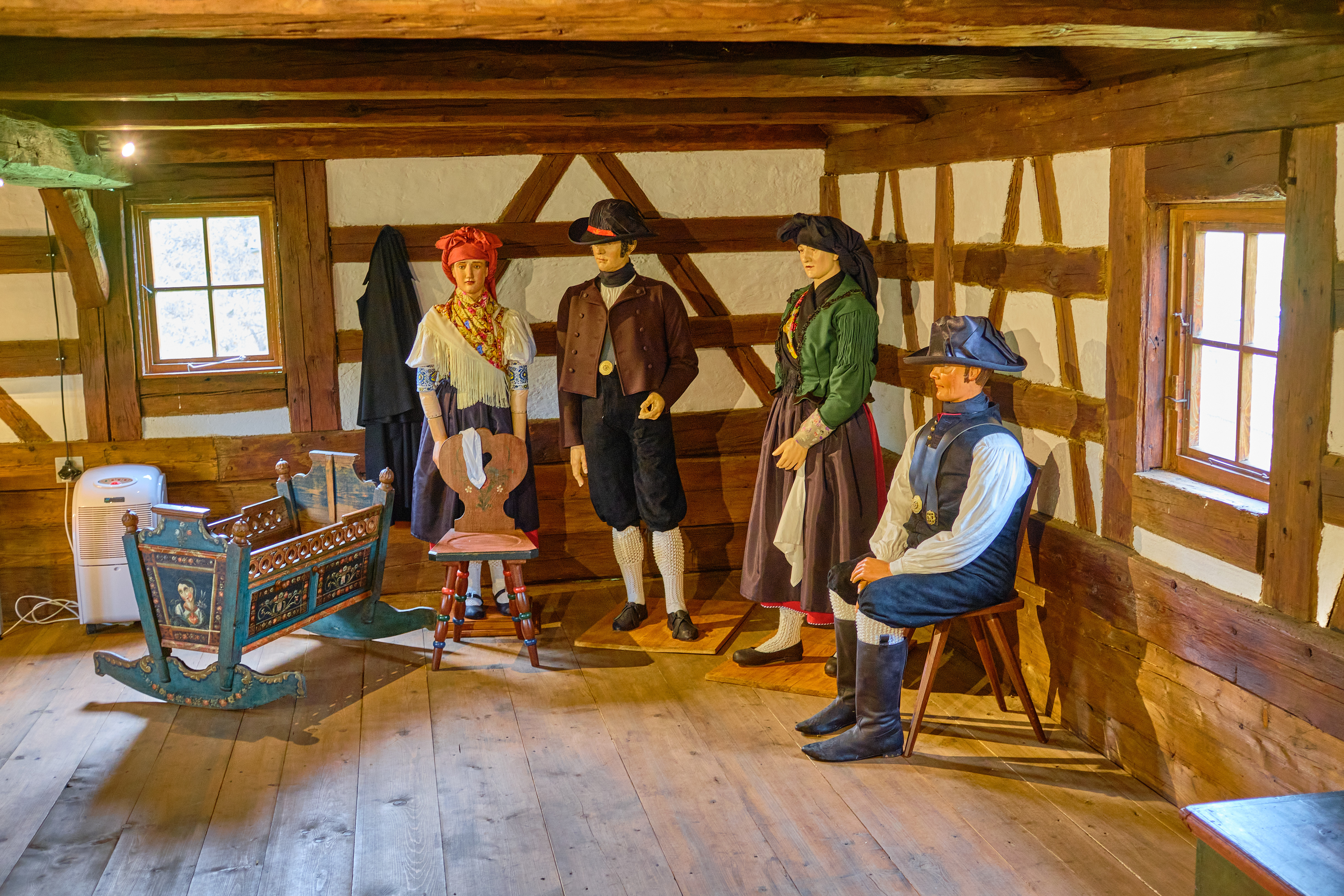
Expozice